# John Ross (explorateur, 1817)
Pour les articles homonymes, voir John Ross.
John Ross, né le 17 mai 1817 à Bridgend en Écosse et mort le 5 février 1903 à Norwood en Australie-Méridionale, était un drover (en) et un explorateur australien d'origine écossaise.

## Biographie
John Ross est né à Bridgend en Écosse le 17 mai 1817. Il émigra en Australie en 1837 où il a d'abord travaillé en tant que berger pour George Macleay (en). En 1838, il s'est joint à Charles Bonney (en) pour le premier transport de bétail à partir de la rivière Goulburn jusqu'à Adélaïde. En Australie-Méridionale, il a géré avec succès plusieurs bergeries et mené des explorations de la région.
En 1869, il a exploré les monts Humphries et nommé des montagnes selon les noms de ses enfants : Sarah, Rebecca, Alexander et John. Au début des années 1870, il a mené les explorations pour le tracé de la ligne télégraphique transaustralienne.
Il est décédé à Adélaïde le 5 février 1903.